# العصرة (وضرة)

تعديل مصدري - تعديل

العصرة هي إحدى قرى عزلة وضرة بمديرية وضرة التابعة لمحافظة حجة، بلغ تعداد سكانها 73 نسمة حسب تعداد اليمن لعام 2004.